# Paul Teste
Paul Marcel Teste (Lorient, 2 ottobre 1892 – Vélizy-Villacoublay, 13 giugno 1925) è stato un aviatore francese,  famoso pilota di idrovolanti della prima guerra mondiale, e pioniere dell'aviazione imbarcata francese.

## Biografia

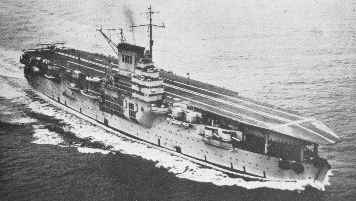
La portaerei francese Béarn in una foto risalente al 1937.

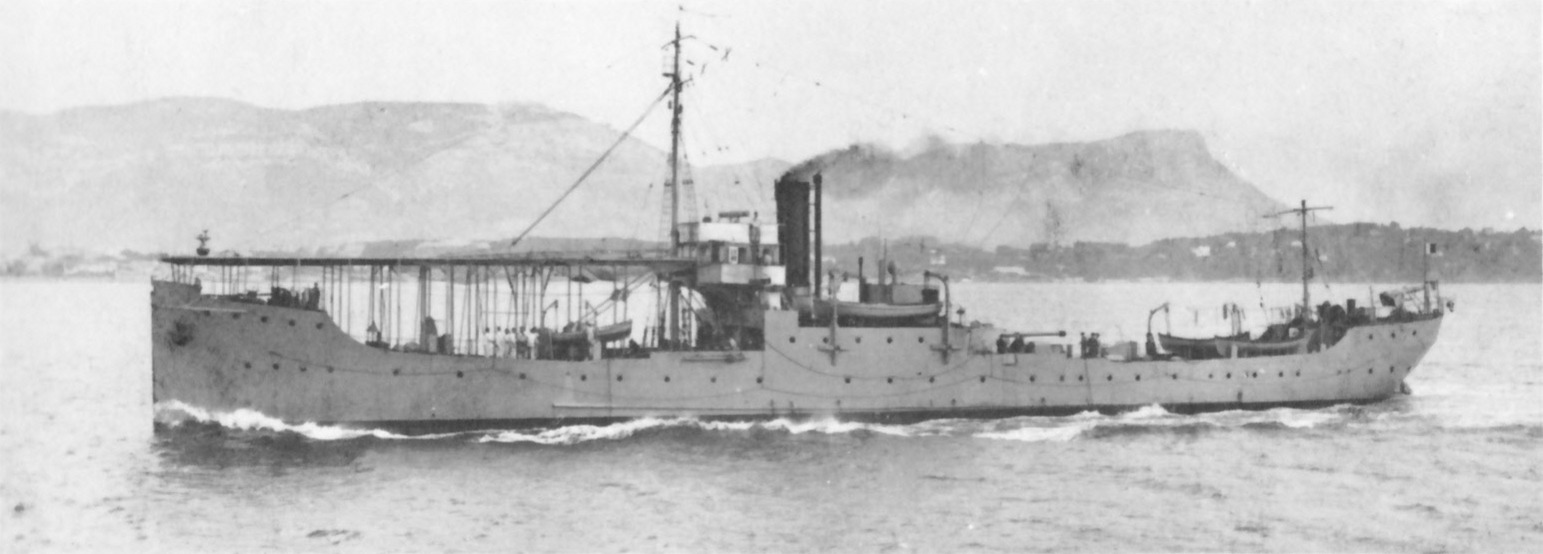
L’avviso Bapaume modificato con ponte di volo anteriore, usato da Paul Teste per i test di volo nel 1920.

Nacque a Lorient (Morbihan) il 2 ottobre 1892 in una famiglia di militari, figlio di un sergente del 1º Reggimento d'artiglieria della marina e di Alida Durand. Brillante allievo, entra all'École navale nel 1909, all'età di diciassette anni. Cadetto nel 1911, viene promosso guardiamarina il 5 ottobre 1912 e sottotenente di vascello (Enseigne de vaisseau de 1re classe) allo scoppio della prima guerra mondiale. Partecipa ad una missione idrografica in Madagascar e alle Mayotte, e nel giugno 1914 si imbarca sul cacciatorpediniere Magon, destinato ad operare nella flotta del Mediterraneo.
A bordo di questa nave prende parte alle operazioni in Mediterraneo ed in Adriatico, trasferendosi poi nelle Fiandre nel febbraio 1917. Attirato dall'aviazione navale vi entra nel marzo dello stesso anno, con l'incarico di osservatore d'aeroplano prestando servizio presso le squadriglie B 101 e B 102 a Dunkerque. Il 26 maggio 1917 il suo idrovolante fu costretto ad un atterraggio forzato da una pattuglia di caccia tedeschi. Fatto prigioniero fu internato a Karlsruhe, e dopo un fallito tentativo di fuga venne trasferito al campo disciplinare di Magdeburgo, da dove riuscì a fuggire ed a rientrare in Francia nel gennaio 1918. Nuovamente abbattuto nel marzo di quell'anno è fatto prigioniero ma riuscì subito ad evadere. Promosso tenente di vascello il 26 settembre, frequentò un corso per allievi piloti di idrovolanti presso il Centre d'Aviation Maritime (C.A.M.) di Saint-Raphaël e dimostratosi un eccellente pilota fu nominato vicecomandante del C.A.M. di Camaret.
Decorato con la Croce di Cavaliere della Legion d'onore e con la Croix de Guerre con palme, viene nominato comandante dell'Aviation d'Escadre, prima formazione dell'aviazione imbarcata costituita in Francia. Responsabile del collaudo degli aerei e dello studio delle migliori tecniche operative, è il primo pilota ad atterrare sul ponte di volo della portaerei Béarn, ancorata fuori Tolone, il 20 ottobre 1920.
Promosso capitano di corvetta nel luglio 1922, diviene strenuo sostenitore dell'impiego delle portaerei, ma anche propagandista dell'aviazione in tutte le sue forme. Nel 1924 effettua un tour sulla Francia a bordo di un drovolante FBA 17, individuando i corsi d'acqua presenti sul territorio che potevano essere usati dagli idrovolanti in difficoltà. Assegnato all'ufficio militare del Ministro della Marina volle tentare la traversata senza scalo sull'Oceano Atlantico, e gli fu messo a disposizione il prototipo Amiot 120BN2, e per mettere a punto il velivolo decise di effettuare un volo senza scalo da Parigi a Karachi, in Pakistan. Il velivolo monomotore, con a bordo il suo assistente Jean Amanrich, decollò da Vélizy-Villacoublay il 12 giugno 1925 ma in questa fase l'aereo si schiantò al suolo ed Amanrich rimase leggermente ferito, mentre lui riportò gravi ustioni e decedette l'indomani.  Le esequie ufficiali avvennero quattro giorni dopo a Parigi, alla presenza del direttore del servizio aeronautico della Marine Nationale, comandante Jean de Laborde. Dopo le esequie la salma fu trasportata in treno a Lorient dove fu inumata il 25 giugno nel cimitero di Carnel. A titolo postumo venne promosso a capitano di fregata e Commendatore della Legion d'onore, mentre la Marine nationale commemorò il valoroso pilota denominando Commandant Teste una nuova nave portaidrovolanti costruita nei primi anni Trenta del XX secolo.